# Castelfranci
Castelfranci ist eine italienische Gemeinde mit 1741 Einwohnern (Stand 31. Dezember 2023) in der Provinz Avellino in der Region Kampanien. Der Ort ist Teil der Bergkommune Comunità Montana Terminio Cervialto.

## Geografie
Die Nachbargemeinden sind Montemarano, Nusco, Paternopoli und Torella dei Lombardi.

## Verkehr
Der Haltepunkt Castelfranci liegt etwas westlich des Ortes an der im Personenverkehr nicht mehr bedienten Bahnstrecke Avellino–Rocchetta Sant’Antonio.